# 羅克克里克鎮區 (愛荷華州傑斯帕縣)
羅克克里克鎮區（英語：Rock Creek Township）是位於美國愛荷華州傑斯帕縣的一個行政鎮區。

## 地方資料
根據2010年美國人口普查的數據，羅克克里克鎮區的面積為92.54平方千米，當中陸地面積為90.21平方千米，而水域面積為2.33平方千米。當地共有人口961人，而人口密度為每平方千米10.38人。